# George Nethercutt
George Rector Nethercutt Jr. (7 de octubre de 1944 - 14 de junio de 2024) fue un abogado, autor y político estadounidense. Miembro del Partido Republicano, alcanzó notoriedad nacional tras ser elegido para la Cámara de Representantes de los Estados Unidos en 1994, donde derrotó a Tom Foley, el presidente de la Cámara, en el quinto distrito congresional de Washington. Nethercutt sirvió durante cinco mandatos y dejó la Cámara en 2004, cuando lanzó un intento fallido para el Senado de los Estados Unidos.

## Primeros años
George Rector Nethercutt Jr. nació en Spokane, Washington, en 1944. Graduado de la Escuela Secundaria North Central, obtuvo una licenciatura en inglés de la Universidad Estatal de Washington en 1967 y un título de abogado (J.D.) de la Universidad Gonzaga en 1971. Trabajó como secretario judicial del juez federal de Alaska Raymond Plummer. Nethercutt luego fue asesor legal y más tarde jefe de gabinete del senador Ted Stevens (R-AK) de 1972 a 1977 antes de regresar a la práctica privada en el estado de Washington.
Nethercutt se desempeñó como abogado municipal para las comunidades de Reardan, Creston y Almira. Fue presidente del Partido Republicano del Condado de Spokane y cofundador del Crisis.

## Carrera congresional

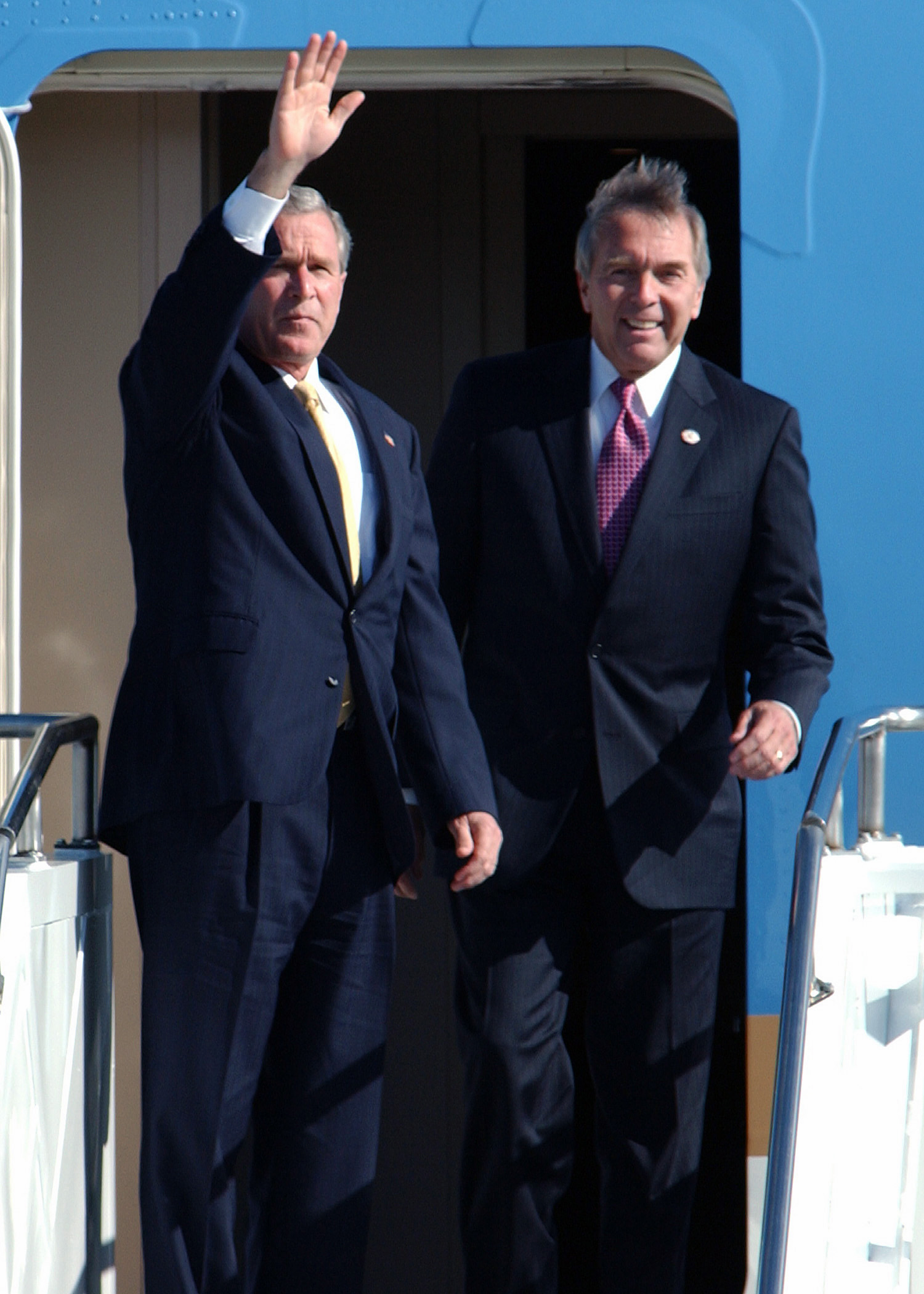
Nethercutt con el presidente George W. Bush en junio de 2004

Nethercutt con el presidente George W. Bush en junio de 2004 Nethercutt fue elegido por primera vez al Congreso en 1994 en una elección dramática en la que derrotó al Presidente de la Cámara, Tom Foley. Fue la primera vez que se postuló para un cargo público. El distrito se había vuelto más conservador desde principios de los años 80, pero Foley se había mantenido principalmente aumentando sus totales en Spokane, que inclinaba hacia el Partido Demócrata. Sin embargo, en las elecciones de 1994, Nethercutt aumentó sus totales en las áreas rurales del distrito mientras limitaba a Foley a una diferencia de solo 9,000 votos en Spokane y 3,000 en el condado de Spokane, lo que le permitió prevalecer por 4,000 votos. Esto marcó la primera vez que se desbancaba a un Presidente de la Cámara en funciones desde 1862, y fue parte de un gran tsunami republicano nacional que llevó al control de la Cámara por parte del GOP por primera vez en 40 años. En el Congreso, formó parte del Comité de Asignaciones de la Cámara y del Comité de Ciencia de la Cámara. Al igual que la mayoría de los republicanos elegidos en la ola de 1994, tuvo un registro de votación marcadamente conservador.
La campaña de Nethercutt contra Foley, un titular de 30 años, incluyó una atención significativa a la oposición de Foley a los límites de mandato. En 1992, los votantes del estado de Washington aprobaron una medida para limitar los mandatos de los funcionarios de Washington, incluidos los funcionarios federales como los Representantes de Estados Unidos Foley presentó una demanda impugnando la constitucionalidad de este límite y ganó en la corte. Nethercutt citó repetidamente el título de la demanda de Foley: "Foley contra el Pueblo del Estado de Washington". También prometió no servir más de tres mandatos (seis años) en la Cámara.
En las elecciones de 1996, los demócratas montaron un serio intento por recuperar el escaño, pero Nethercutt ganó por un margen inesperadamente grande de 12 puntos incluso cuando Bill Clinton llevó estrechamente el distrito. Fue fácilmente reelegido en 1998. En 2000, cuando su autoimpuesto límite de tres mandatos habría entrado en vigencia, Nethercutt cambió de opinión y anunció su intención de postularse nuevamente, enfureciendo a los partidarios de los límites de mandato. Sin embargo, Nethercutt fue reelegido sin muchas dificultades en 2000 y 2002.
Los documentos congresionales de Nethercutt se encuentran en la Universidad Gonzaga.

## Carrera al Senado en 2004
En lugar de postularse para un sexto mandato en la Cámara de Representantes, Nethercutt decidió postularse para el Senado de los Estados Unidos en 2004, con la esperanza de derrotar a la titular, la Senadora Patty Murray. Fue alentado a postularse para el cargo por el presidente George W. Bush. Los límites de mandato volvieron a ser un tema en la campaña, ya que los demócratas rápidamente aprovecharon la promesa de Nethercutt de romper los límites de mandato.
Nethercutt también fue obstaculizado por su falta de reconocimiento en la parte occidental más densamente poblada del estado, hogar de dos tercios de la población del estado. Washington no ha elegido a un senador desde el este de las Cascadas desde Clarence Dill en 1928. Otros problemas importantes incluyeron la seguridad nacional y la guerra en Iraq. Nethercutt apoyó la invasión de Iraq, mientras que Murray se opuso.
Nethercutt era un claro desvalido, y su campaña nunca ganó mucha tracción. En noviembre, perdió por 12 puntos, recibiendo el 43 por ciento de los votos frente al 55 por ciento de Murray. Aunque dominó la parte oriental del estado, incluido su propio distrito congresional, solo ganó dos condados al oeste de las Cascadas, el condado de Clark y el condado de Lewis.

## Vida post-congresional
Nethercutt dejó la Cámara de Representantes al final de su mandato en enero de 2005, pero dijo que probablemente no se retiraría por completo de la política. En 2005, él y otros dos veteranos políticos (el ex secretario adjunto del Departamento del Interior J. Steven Griles y el ex director de política energética nacional de la Casa Blanca Andrew Lundquist) formaron la firma de cabildeo político Lundquist, Nethercutt & Griles, LLC. Griles renunció en 2007, después de declararse culpable de obstrucción a la justicia en relación con el escándalo Abramoff, siendo el funcionario de más alto rango de la administración Bush en hacerlo.
Nethercutt fue presidente de Nethercutt Consulting LLC, fue abogado consultor para los bufetes de abogados Bluewater Strategies y Lee & Hayes, y fue miembro de varios consejos corporativos. Fue autor del libro "In Tune with America: Our History in Song". Escribió una columna mensual para el periódico Pacific Northwest Inlander y grabó comentarios radiales para varias emisoras de radio.
Nethercutt también fue miembro del consejo de administración de JDRF (Juvenile Diabetes Research Foundation) en los Países Bajos.
Nethercutt fundó la Fundación George Nethercutt en Spokane, Washington. La Fundación es una organización sin fines de lucro no partidista dedicada a fomentar la participación cívica. La fundación acepta solicitudes de estudiantes universitarios que aspiran a ser Becarios Nethercutt. La Beca Nethercutt implica, entre otras cosas, un viaje a Washington D. C. donde los becarios tienen la oportunidad de ver el funcionamiento interno del gobierno de Estados Unidos.

## Vida personal y fallecimiento
Nethercutt se casó con Mary Beth Socha en 1977, y tuvieron dos hijos. Falleció a causa de la parálisis supranuclear progresiva en Colorado el 14 de junio de 2024, a la edad de 79 años.

## Historia electoral
| Años |  | Demócrata                 | Votos   | Pct |  | Republicano                         | Votes   | Pct |  | 3.er Partido | Partido           | Votos  | Pct |  |
| ---- |  | ------------------------- | ------- | --- |  | ----------------------------------- | ------- | --- |  | ------------ | ----------------- | ------ | --- |  |
| 1994 |  | Thomas S. Foley (titular) | 106,074 | 49% |  | George R. Nethercutt, Jr.           | 110,057 | 51% |  |              |                   |        |     |  |
| 1996 |  | Judy Olson                | 05,166  | 44% |  | George R. Nethercutt, Jr. (titular) | 131,618 | 56% |  |              |                   |        |     |  |
| 1998 |  | Brad Lyons                | 73,545  | 38% |  | George R. Nethercutt, Jr. (titular) | 110,040 | 57% |  | John Beal    | American Heritage | 9,673  | 5%  |  |
| 2000 |  | Tom Keefe                 | 97,703  | 39% |  | George R. Nethercutt, Jr. (titular) | 144,038 | 57% |  | Greg Holmes  | Libertarian       | 9,473  | 4%  |  |
| 2002 |  | Bart Haggin               | 65,146  | 32% |  | George R. Nethercutt, Jr. (titular) | 126,757 | 63% |  | Rob Chase    | Libertarian       | 10,379 | 5%  |  |

| Años |  | Demócrata              | Votos     | Pct |  | Republicano               | Votos     | Pct |  | 3.er Partido | Partido     | Votos  | Pct |  | 3.er Partido   | Partido | Votos  | Pct |  |
| ---- |  | ---------------------- | --------- | --- |  | ------------------------- | --------- | --- |  | ------------ | ----------- | ------ | --- |  | -------------- | ------- | ------ | --- |  |
| 2004 |  | Patty Murray (titular) | 1,549,708 | 55% |  | George R. Nethercutt, Jr. | 1,204,584 | 43% |  | J. Mills     | Libertarian | 34,055 | 1%  |  | Mark B. Wilson | Green   | 30,304 | 1%  |  |

## Publicaciones
- Nethercutt Jr., George R. (with Tom M. McArthur). (2010) In Tune with America: Our History in Song. Marquette Books LLC. ISBN 978-0-982-65970-0
- Nethercutt Jr., George R. (2022) Saving Patriotism: American Patriotism in a Global Era. Marquette Books LLC. ISBN 978-1-732-71972-9